# Stolephorus tri
Stolephorus tri es una especie de pez del género Stolephorus, familia Engraulidae, orden Clupeiformes. Fue descrita científicamente por Bleeker en 1852.
Es una especie inofensiva para el ser humano y es muy comercializado en pesquerías.

## Descripción
La longitud estándar es de 9,5 centímetros.

## Distribución y hábitat
Se distribuye por el Pacífico Occidental: golfo de Tailandia y mar de Java. Se ha registrado en el océano Índico. Habita en zonas costeras donde puede alcanzar los 50 metros de profundidad.